# Yarmuk

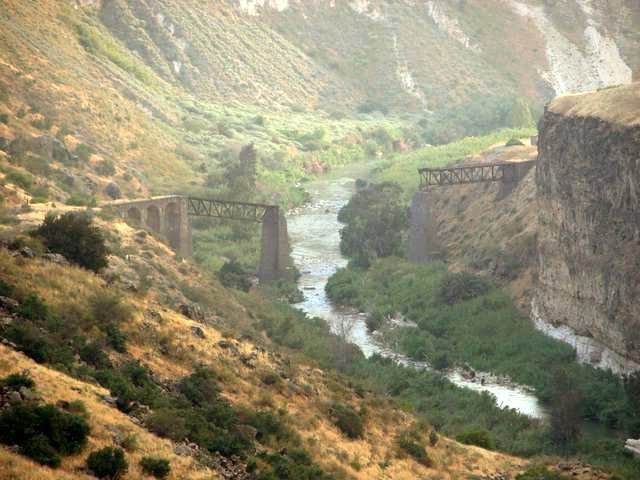
Floden Yarmuk år 2005.

Yarmuk (även: Yarmouk, Jarmuk, Jarmouk; arabiska: نهر اليرموك, Nahr al-Yarmūk; hebreiska: נהר הירמוך, Nehar Ha-Yarmukh; grekiska: Ιερομίακος, Hieromiakos; latin: Hieromax) är en flod i Mellanöstern. Det är Jordanflodens största tillflöde (jämte Jabbok). Floden är 150 kilometer lång, bildar delvis gräns mellan Jordanien, Syrien och Israel och utgör Golanhöjdernas sydgräns innan den mynnar ut i Jordan söder om Gennesaretsjön.
Vid floden besegrade invaderande araber år 636 i slaget vid Yarmuk den bysantinske kejsaren Herakleios armé, vilket innebar att stora delar av det bysantinska riket föll i händerna på araberna.